# Campionato mondiale giovanile di scherma 1976
Il Campionato mondiale juniores di scherma del 1976 ("1976 World Juniors Fencing Championships") è stato organizzato dalla Federazione internazionale della scherma e si è svolto a Poznań in Polonia dal 16 al 19 aprile.
Nel fioretto, si sono aggiudicati i titoli del campionato mondiale il britannico Robert Bruniges, che ha battuto in finale il francese Pascal Jolyot, e la sovietica Irina Dolguikh che ha avuto la meglio sulla francese Brigitte Latrille-Gaudin.
Nella spada l'elvetico Michel Poffet ha battuto in finale il francese Jean-Charles Krebs, ottenendo il titolo mondiale juniores maschile.
Nella sciabola il magiaro György Nébald prevale sul sovietico Valeri Todorov.

## Podi

### Uomini
| Specialità  | Oro             | Argento            | Bronzo                 |
| Individuali |                 |                    |                        |
| Fioretto    | Robert Bruniges | Pascal Jolyot      | Fabio Dal Zotto        |
| Spada       | Michel Poffet   | Jean-Charles Krebs | Patrice Gaille         |
| Sciabola    | György Nébald   | Valeri Todorov     | Gianfranco Dalla Barba |

### Donne
| Specialità  | Oro            | Argento                  | Bronzo           |
| Individuali |                |                          |                  |
| Fioretto    | Irina Dolguikh | Brigitte Latrille-Gaudin | Elena Koulinenko |

## Medagliere
| Pos.   | Nazione          | Oro | Argento | Bronzo | Totale |
| ------ | ---------------- | --- | ------- | ------ | ------ |
| 1      | Unione Sovietica | 1   | 1       | 1      | 3      |
| 2      | Svizzera         | 1   | 0       | 1      | 2      |
| 3      | Ungheria         | 1   | 0       | 0      | 1      |
| 3      | Regno Unito      | 1   | 0       | 0      | 1      |
| 5      | Francia          | 0   | 3       | 0      | 3      |
| 6      | Italia           | 0   | 0       | 2      | 2      |
| Totale | Totale           | 4   | 4       | 4      | 12     |